# Rôcàs
I Rôcàs (o Monte Roubata Boe o Rubata Bo) è una montagna del Piemonte alta 825 m s.l.m.; fa parte delle Alpi del Monginevro nelle Alpi Cozie.

## Descrizione

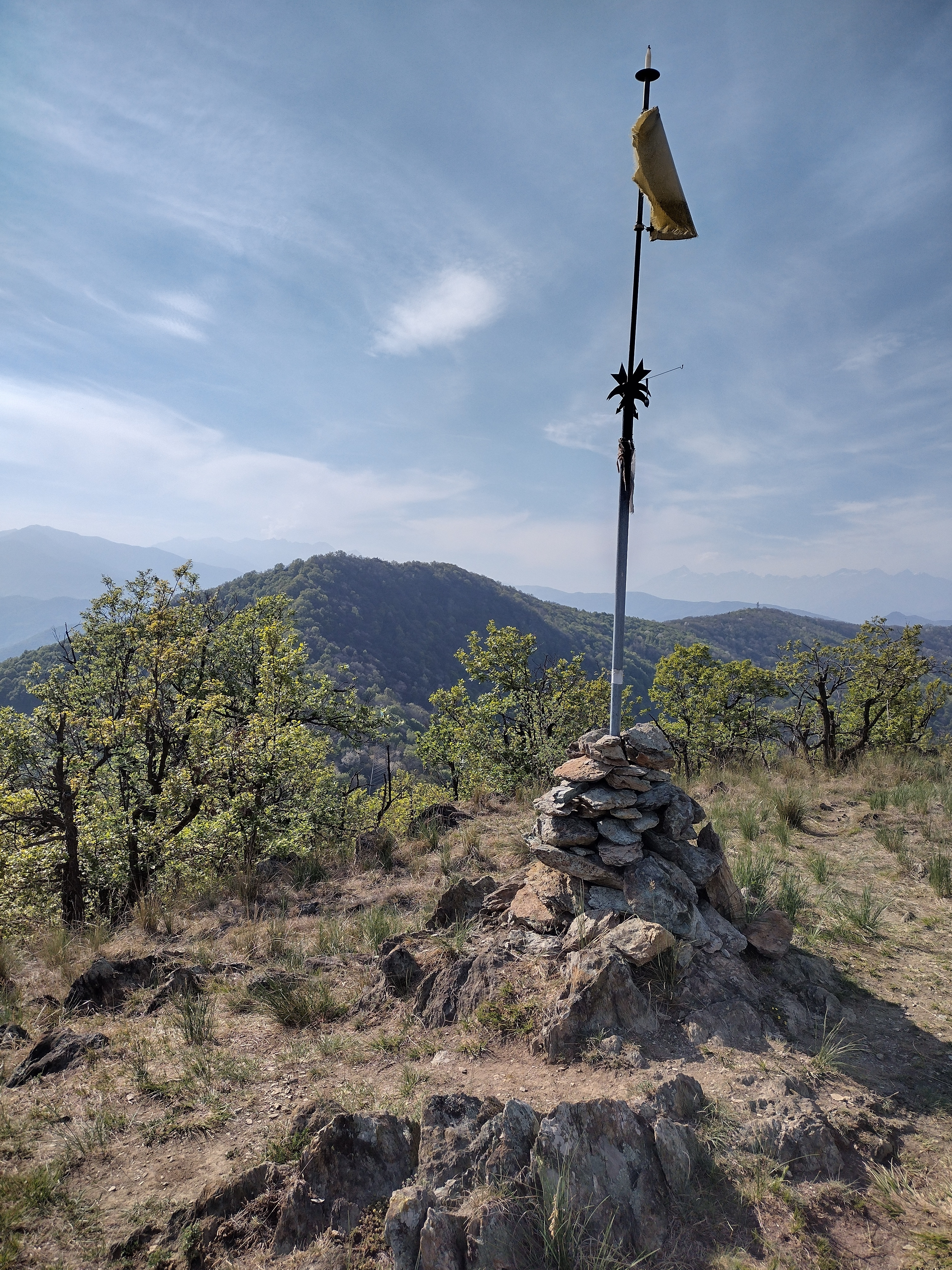
L'ometto sulla sommità, in secondo piano la Montagnazza

La montagna si trova sullo spartiacque che separa la Val Chisola (a sud) da una conca compresa tra Piossasco e Sangano e aperta verso la pianura. Il crinale occidentale, dopo il Colle di Prè, risale alla Montagnazza. Il crinale est invece, dopo la sella del Colle della Serva, riprende quota fino al Monte San Giorgio. Amministrativamente il monte ricade in comune di Piossasco. Il suo punto culminante è segnalato da un ometto di pietrame.

## Ambiente
La zona dei Rôcàs a livello geologico è dominata dalla presenza di rocce ultrabasiche, che danno origine a suoli ricchi di magnesio. Questo tipo di suolo influenza a sua volta la flora della zona e sostiene la presenza di specie quali Daphne cneorum, caratteristica per le sue profumate fioriture primaverili. Per tutelare questa e altre particolarità naturalistiche l'area è compresa nel Parco naturale del Monte San Giorgio.

## Accesso alla cima
L'accesso alla cima della montagna è di tipo escursionistico. È possibile arrivarci partendo da Campetto raggiungendo prima il Colle di Prè e percorrendo poi per sentiero il crinale ovest della montagna. Si può anche salire dal Monte San Giorgio, passando in questo caso per il Colle della Serva.

## Cartografia
- 6 - Pinerolese Val Sangone, scala 1:25.000, ed. Fraternali, Ciriè
- 17 - Torino Pinerolo e Bassa Val di Susa, scala 1:50.000, ed. IGC - Istituto Geografico Centrale